# Tokyo Ghoul (film)
Pour plus de détails, voir Fiche technique et Distribution.
Tokyo Ghoul (東京喰種) est un film japonais réalisé par Kentarō Hagiwara, sorti en 2017. Il a pour suite Tokyo Ghoul S. C'est une adaptation du manga Tokyo Ghoul de Sui Ishida.

## Synopsis
À Tokyo, Ken Kaneki se fait attaquer par une goule lors d'un rendez-vous et devient mi-homme mi-goule. Comme celles-ci, il doit consommer de la chaire humaine pour survivre.

## Fiche technique
- Titre : Tokyo Ghoul
- Titre original : 東京喰種
- Réalisation : Kentarō Hagiwara
- Scénario : Ichirō Kusuno d'après le manga Tokyo Ghoul de Sui Ishida
- Musique : Don Davis
- Photographie : Satoru Karasawa
- Montage : Yasuyuki Ohzeki et Akira Takeda
- Production : Shōgo Ishizuka et Tomohiro Nagae
- Société de production : Geek Sight et Shōchiku
- Pays :  Japon
- Genre : Action, drame, fantastique, horreur et thriller
- Durée : 119 minutes
- Dates de sortie : 
  -  Japon : 29 juillet 2017

## Distribution
- Masataka Kubota : Ken Kaneki
- Fumika Shimizu : Kirishima Tōka
- Nobuyuki Suzuki : Amon Kōtarō
- Hiyori Sakurada : Fueguchi Hinami
- Yō Ōizumi : Kureo Mado
- Yū Aoi : Kamishiro Rize
- Kunio Murai : Yoshimura
- Kai Ogasawara : Hideyoshi Nagachika
- Shun'ya Shiraishi : Nishiki Nishio
- Shōko Aida : Ryoko Fueguchi
- Shuntarō Yanagi : Renji Yomo
- Minosuke Bandō : Uta
- Nozomi Sasaki : Kaya Irimi
- Kenta Hamano : Enji Koma
- Seika Furuhata : Yoriko Kosaka
- Tomoya Maeno : Ippei Kusaba
- Duncan : Hisashi Ogura
- Ryō Iwamatsu : Akihiro Kano
- Rina Saito

## Box-office
Le film a rapporté plus de 10 million de dollars au box-office japonais,.